# Whisper Not (album de Keith Jarrett)
Pour les articles homonymes, voir Whisper Not.
Albums de Keith Jarrett
The Melody at Night, With You
(1999) Inside Out
(2001)
Whisper Not est un album live du pianiste de jazz américain Keith Jarrett, sorti en 2000 sur le label ECM. C'est le premier album réalisé par Jarrett après s'être remis de son syndrome de fatigue chronique
Le répertoire est constitué de standards que le trio n'avait jamais enregistré (sauf pour When I Fall In Love). Les morceaux sont pour beaucoup des classiques du bebop. On y trouve ainsi deux compositions de Bud Powell (Bouncing With Bud et Hallucinations) et une composition de Dizzy Gillespie (Groovin High).

## Liste des pistes
CD1
| No | Titre                        | Musique                               | Durée |
| -- | ---------------------------- | ------------------------------------- | ----- |
| 1. | Bouncing with Bud            | Bud Powell                            | 7:33  |
| 2. | Whisper Not                  | Benny Golson                          | 8:06  |
| 3. | Groovin High                 | Dizzy Gillespie                       | 8:31  |
| 4. | Chelsea Bridge               | Billy Strayhorn                       | 9:48  |
| 5. | Wrap Your Troubles In Dreams | Harry Barris, Ted Koehler, Billy Moll | 5:48  |
| 6. | 'Round Midnight              | Thelonious Monk                       | 6:45  |
| 7. | Sandu                        | Clifford Brown                        | 7:27  |

CD2
| No | Titre                           | Musique                                     | Durée |
| -- | ------------------------------- | ------------------------------------------- | ----- |
| 1. | What Is This Thing Called Love? | Cole Porter                                 | 12:24 |
| 2. | Conception                      | George Shearing                             | 8:09  |
| 3. | Prelude To A Kiss               | Duke Ellington, Irving Gordon, Irving Mills | 8:17  |
| 4. | Hallucinations                  | Bud Powell                                  | 6:37  |
| 5. | All My Tomorrows                | Sammy Cahn, James Van Heusen                | 6:24  |
| 6. | Poinciana                       | Nat Simon, Buddy Bernier                    | 9:11  |
| 7. | When I Fall In Love             | Edward Heyman, Victor Young                 | 8:07  |

## Personnel
- Keith Jarrett : piano
- Gary Peacock : contrebasse
- Jack DeJohnette : batterie